# 劉昱
劉昱（463年3月1日—477年8月1日），字德融，小字慧震，史称“后废帝”，是劉宋第八任皇帝，宋文帝孙，宋明帝長子，母是貴妃陳妙登。在位五年，終為臣下蕭道成所弒，不久篡宋自立，國號齊，登基後殺死包括順帝在內的明帝諸子及劉宋宗室。

## 生平
劉昱在大明七年正月辛丑日（463年3月1日）出生於衞尉府。宋明帝即位後，在消滅反對自己的晉安王劉子勛政權後，於十月戊寅日（466年11月17日）冊立劉昱為皇太子。翌年才正式取名為「昱」。劉昱五、六歲時才讀書，雖然他有過目不忘的本事，無論做金銀器飾還是衣帽都很優秀；即使未曾學過吹篪，拿到手竟也能吹奏。可是他卻不愛學習，只愛玩樂，當時主管他的官員無法制約，只好向明帝報告，明帝也只命令陳貴妃嚴加督促。泰始六年（470年）劉昱正式出居東宮，制訂了太子元會朝賀之禮及袞冕九章衣，並娶了出身濟陽江氏的江簡珪為太子妃。
泰豫元年四月己亥日（472年5月10日），明帝去世，遺詔以尚書令袁粲、護軍將軍褚淵、尚書右僕射劉勔、征西將軍荊州刺史蔡興宗及安西將軍郢州刺史沈攸之五人為顧命大臣。翌日（5月11日）劉昱正式繼位，但朝政實權其實一直都掌握在明帝倖臣阮佃夫、王道隆和楊運長等人手中，在大臣們和太后王貞風阻遏下，即位之初未能放肆而行。

### 放肆行為
元徽二年（474年）發生叔父桂陽王劉休範縱兵進犯建康的事件，顧命大臣劉勔及權臣王道隆戰死，但亂事終在右衞將軍蕭道成指揮下獲平定。同年十一月，劉昱行元服之禮，但此後劉昱就又出現變態行為，在東宮時已有隨意動手打人以及赤腳蹲坐的無禮行為故態復萌，無人能制約他。元徽三年（475年）秋冬之間劉昱曾多次出行，生母陳太妃則多次乘車隨行看顧他，但他卻愈來愈放肆，太妃也無能為力。劉昱出行每每脫離車隊，只帶著身邊隨從就四處去，一直到日落才歸來。當時朝野對皇帝行為都相當失望，反而都希望年長而又禮遇士人的建平王劉景素能夠入繼大統；不過陳太妃外戚集團以及阮佃夫等權臣卻憂心這樣會破壞他們的利益，故對景素處處防範。終在元徽四年（476年），劉景素於京口起兵，佃夫等人已作預備，藉蕭道成等人將之消滅。
景素被消滅後更讓劉昱變本加厲，竟去到每日都外出的程度，每天都和身邊隨從解僧智及張五兒互相追逐，時而夜出晨歸，時而晨出夜歸，不再穿齊衣冠，反常常穿方便活動的小袴褶，隨意動手打人，又為數十根大棍各取名號，身邊一定帶著針椎、鑿子和鋸等刑具。隨從們也都帶著鋋矛傷害經過的行人和牲畜。百姓不堪其滋擾乾脆日夜都閉戶，街上幾乎已經沒有行人。
元徽五年（477年），阮佃夫看準劉昱出遊愛丟低部隊的特點而聯結直閤將軍申伯宗、步兵校尉朱幼及于天寶，要趁劉昱出遊時召部隊回建康，據城反叛，接著將之廢掉，改立安成王劉準。不過，那次劉昱沒有如原定北出江乘，于天寶就將圖謀向劉昱告發，劉昱遂將佃夫等人誅殺。佃夫心腹張羊當時逃跑，但還是被抓住，劉昱竟親自駕車在承明門將他輾死。不久，劉昱又忌與阮佃夫交好的散騎常侍杜幼文等人，一次出遊時在幼文府外聽到傳出的音樂聲後決意殺掉他，連同司徒左長史沈勃及游擊將軍孫超之都在劉昱率領宿衞軍下被劉昱親手殺害。杜幼文兄長長水校尉杜叔文在玄武湖北被捕，劉昱就自己執矟騎馬，親自殺死叔文。其殺人取樂的沉溺程度更到只要一日不殺人就悶悶不樂的情況。於是百官都人人自危，朝不保夕。
雖然蕭道成在劉昱即位後先後平定劉休範及劉景素的起事，功勳和名聲都愈來愈大，但劉昱卻更猜忌他。劉昱曾經帶數十人突擊蕭道成的居所，當時蕭道成因暑熱而赤膊臥睡，劉昱命道成站著，然後將道成的腹部當箭靶，拉弓就要射，只因王天恩巧言勸說下才改以無箭頭的箭射。但及後劉昱仍想殺他，命人用木頭刻了道成的身形，在其腹畫箭靶，供自己和身邊隨從射擊，更曾襲擊時道成所在的領軍將軍府，想逼他出來接著殺害，但道成不動，劉昱無可奈何，但仍時時想手殺道成；陳太妃看不過眼，出言責罵，劉昱才收斂下來。

### 遇刺被廢
不過，時以「四貴」當政，蕭道成因此此時已圖廢立，秘密連絡同為四貴之的司徒袁粲、褚淵，向他們表示廢立之願。當時袁粲認為劉昱所為是年幼導致，反對廢立，使得蕭道成無法成事。蕭道成遂另結直閤將軍王敬則，而王敬則亦歸款道成，並與劉昱身邊的楊玉夫、陳奉伯等二十五人聯結，伺機行事。元徽五年七月七日（477年8月1日），劉昱再度出行，如常丟下部隊先走，期間張五兒的馬墮進湖中，劉昱一怒之下命人將這匹馬抓到明光亭前，親自將牠殺死宰割，及後又和隨從們玩羌人胡伎小樂，在山崗上鬥跳高，乘露車到青園尼寺。再晚點，劉昱到了新安寺偷狗，再到曇度道人處把狗煮了下酒，到了晚上才醉著回宮中。楊玉夫原本也算得劉昱親信，但劉昱卻突然憎惡了他，更向人說：「明日當殺小子，取肝肺。」這令楊玉夫很恐懼。就在這晚，劉昱命令玉夫等織女星經過時通報他，接著就和內人們穿針，穿完後不勝醉意睡了在仁壽殿東阿氊幄之中。由於廢帝出入無定，宮省不管日夜都是開著門，但人們害怕被突然發怒的劉昱波及，都不敢出，故宮禁內外都沒有聯絡。玉夫等到二更時確定劉昱已熟睡，與楊萬年進帳以廢帝防身刀殺了他，享年十五歲。楊玉夫等人將劉昱的頭顱割下來，交給王敬則運送到蕭道成府前，大聲敲門通知劉昱之死，但蕭道成卻認為外頭是劉昱派來的軍隊，為了騙他開門而假稱皇上已死，堅持不開門。王敬則無可奈何，只好把劉昱的頭顱越牆丟進府內，蕭道成確認頭顱是劉昱本人之後，這才騎馬直衝皇宮，眾人知道劉昱被殺後都大呼萬歲。次日，蕭道成再次進宮，以皇太后的名義下詔將劉昱廢為蒼梧郡王，奉迎安成王劉準為帝。

## 軼事
1. 雖然劉昱是宋明帝與貴妃陳妙登的長子，但是由於陳妙登曾經為李道兒的侍妾，所以劉昱的身世也一直被質疑。“民中皆呼废帝为李氏子。废帝后每自称李将军，或自谓李统”。
2. 劉昱有一次從樂游苑的門出去，遇見一名懷孕的婦人。這位皇帝本身擅長診斷，說：「腹中的胎兒是女孩。」接著他問跟隨的徐文伯，文伯說：「這腹中有兩個胎兒，一男一女。男胎在左邊，顏色偏青黑，體型也比女胎小。」皇帝個性急躁，當下就想要動手讓剖開婦人腹部。文伯心中不忍，說：「如果用刀斧這類粗暴的方法，恐怕會導致變異或損傷。請讓我用針刺的方法使胎兒自行落下。」於是他針瀉足太陰脾經與補手陽明大腸經，胎兒立刻隨針落地。兩個孩子接連墮下，果然如文伯所說。[15]此案自唐代《名醫錄》傳抄至後世，細節略有不同。[16]

## 葬地
劉昱葬在丹阳郡秣陵县郊坛西。

## 妃
1. 江皇后江簡珪
2. 张氏，权臣萧道成的宠妾，已生子萧锋，因张氏容貌出众，刘昱逼取，又欲害萧锋[17]。

## 延伸阅读
[在维基数据编辑]
 《宋書·卷9》，出自沈约《宋书》
 《南史·卷03》，出自李延壽《南史》
 在维基共享资源阅览影像